# Método del resto mayor
En política, los métodos de resto mayor (o métodos de cociente y residuo electoral) son un conjunto de fórmulas electorales utilizadas para asignar escaños en sistemas de representación proporcional por listas electorales.
Una alternativa a estos métodos son los métodos de promedio mayor.
Aunque sobre todo es conocida en el ámbito de la política, este sistema puede servir para cualquier tipo de distribución proporcional. El método es proporcional en la asignación por cociente, pero mayoritario en la signación de restos, lo que resta proporcionalidad al reparto.

## Reparto
Tras escrutar todos los votos, se divide el número de votos de cada lista entre un cociente que representa el número de votos requeridos para obtener un escaño. El resultado para cada partido se compondrá normalmente de una parte entera y un resto fraccional. En primer lugar se asigna a cada lista un número de escaños igual a su parte entera. Esto dejará normalmente algunos escaños sin asignar. Entonces se ordenan los partidos en función de sus restos, y los partidos con mayores restos obtienen un escaño extra cada uno, hasta repartir todos los escaños.

## Cocientes

### Cociente Hare
El cociente Hare, para {\displaystyle n} escaños con {\displaystyle m} votos se calcula mediante la fórmula:
{\displaystyle q={\frac {m}{n}}}
con {\displaystyle q} aproximado al entero más próximo.
El cociente Hare es el más exacto desde el punto de vista matemático de proporcionalidad.

### Cociente Droop
El cociente Droop, para {\displaystyle n} escaños con {\displaystyle m} votos se calcula mediante la fórmula:
{\displaystyle q=1+{\frac {m}{n+1}}}
con {\displaystyle q} aproximado al entero más próximo.

### Cociente Imperiali
El cociente del método Imperiali, para {\displaystyle n} escaños con {\displaystyle m} votos se calcula mediante la fórmula:
{\displaystyle q={\frac {m}{n+2}}}
con {\displaystyle q} aproximado al entero más próximo.

## Ejemplos
Suponiendo que se presenten siete partidos para elegir 21 escaños, los partidos reciben 1.000.000 votos repartidos así:
|       | Partido A | Partido B | Partido C | Partido D | Partido E | Partido F | Partido G |
| ----- | --------- | --------- | --------- | --------- | --------- | --------- | --------- |
| Votos | 391 000   | 311 000   | 184 000   | 73 000    | 27 000    | 12 000    | 2000      |

### Cociente Hare
| Partido              |                        | Partido A           | Partido B           | Partido C           | Partido D           | Partido E           | Partido F           | Partido G           | Total     |
| -------------------- | ---------------------- | ------------------- | ------------------- | ------------------- | ------------------- | ------------------- | ------------------- | ------------------- | --------- |
| Votos por partido    | {\displaystyle m_{i}}  | 391.000             | 311.000             | 184.000             | 73.000              | 27.000              | 12.000              | 2.000               | 1.000.000 |
| Cociente             | {\displaystyle m/n}    | {\displaystyle m/n} | {\displaystyle m/n} | {\displaystyle m/n} | {\displaystyle m/n} | {\displaystyle m/n} | {\displaystyle m/n} | {\displaystyle m/n} | 47.619    |
| Escaños por cociente | {\displaystyle e_{i}}  | 8                   | 6                   | 3                   | 1                   | 0                   | 0                   | 0                   | 18        |
| Votos por cociente   | {\displaystyle qe_{i}} | 380.952             | 285.714             | 142.857             | 47.619              | 0                   | 0                   | 0                   | 857.142   |
| Votos de residuo     | {\displaystyle r_{i}}  | 10.048              | 25.286              | 41.143              | 25.381              | 27.000              | 12.000              | 2.000               | 142.858   |
| Escaños por residuo  | {\displaystyle e_{i}}  |                     |                     | +1                  | +1                  | +1                  |                     |                     | 3         |
| Total de escaños     | {\displaystyle P_{i}}  | 8                   | 6                   | 4                   | 2                   | 1                   | 0                   | 0                   | 21        |

### Cociente Droop
| Partido              |                           | Partido A                 | Partido B                 | Partido C                 | Partido D                 | Partido E                 | Partido F                 | Partido G                 | Total     |
| -------------------- | ------------------------- | ------------------------- | ------------------------- | ------------------------- | ------------------------- | ------------------------- | ------------------------- | ------------------------- | --------- |
| Votos por partido    | {\displaystyle m_{i}}     | 391.000                   | 311.000                   | 184.000                   | 73.000                    | 27.000                    | 12.000                    | 2.000                     | 1.000.000 |
| Cociente             | {\displaystyle 1+m/(n+1)} | {\displaystyle 1+m/(n+1)} | {\displaystyle 1+m/(n+1)} | {\displaystyle 1+m/(n+1)} | {\displaystyle 1+m/(n+1)} | {\displaystyle 1+m/(n+1)} | {\displaystyle 1+m/(n+1)} | {\displaystyle 1+m/(n+1)} | 45.456    |
| Escaños por cociente | {\displaystyle e_{i}}     | 8                         | 6                         | 4                         | 1                         | 0                         | 0                         | 0                         | 19        |
| Votos por cociente   | {\displaystyle qe_{i}}    | 363.648                   | 272.736                   | 181.824                   | 45.456                    | 0                         | 0                         | 0                         | 863.664   |
| Votos de residuo     | {\displaystyle r_{i}}     | 27.352                    | 38.264                    | 2.176                     | 27.544                    | 27.000                    | 12.000                    | 2.000                     | 136.336   |
| Escaños por residuo  |                           |                           | +1                        |                           | +1                        |                           |                           |                           | +2        |
| Total de escaños     | {\displaystyle p_{i}}     | 8                         | 7                         | 4                         | 2                         | 0                         | 0                         | 0                         | 21        |

### Imperiali
| Partido              |                         | Partido A               | Partido B               | Partido C               | Partido D               | Partido E               | Partido F               | Partido G               | Total     |
| -------------------- | ----------------------- | ----------------------- | ----------------------- | ----------------------- | ----------------------- | ----------------------- | ----------------------- | ----------------------- | --------- |
| Votos por partido    | {\displaystyle m_{i}}   | 391.000                 | 311.000                 | 184.000                 | 73.000                  | 27.000                  | 12.000                  | 2.000                   | 1.000.000 |
| Cociente             | {\displaystyle m/(n+2)} | {\displaystyle m/(n+2)} | {\displaystyle m/(n+2)} | {\displaystyle m/(n+2)} | {\displaystyle m/(n+2)} | {\displaystyle m/(n+2)} | {\displaystyle m/(n+2)} | {\displaystyle m/(n+2)} | 43.478    |
| Escaños por cociente | {\displaystyle e_{i}}   | 8                       | 7                       | 4                       | 1                       | 0                       | 0                       | 0                       | 20        |
| Votos por cociente   | {\displaystyle qe_{i}}  | 347.824                 | 304.346                 | 173.912                 | 43.478                  | 0                       | 0                       | 0                       | 869.560   |
| Votos de residuo     | {\displaystyle r_{i}}   | 43.176                  | 6.654                   | 10.088                  | 29.522                  | 27.000                  | 12.000                  | 2.000                   | 130.440   |
| Escaños por residuo  |                         | +1                      |                         |                         |                         |                         |                         |                         | +1        |
| Total de escaños     | {\displaystyle p_{i}}   | 9                       | 7                       | 4                       | 1                       | 0                       | 0                       | 0                       | 21        |